# Mészöly Géza (sportlövő)
Mészöly Géza (Enying, 1876. szeptember 18. – Budapest, 1919. május 4.) magyar sportlövő . Az 1912-es nyári olimpián négy versenyszámban vett részt.  Az Tanácsköztársaság idején elesett. 

## Élete
Enyingen született és 1895-ben katonai pályára lépett. Tiszti iskolásként kitűnt lövészetben és
az 1912. évi nyári olimpiai játékokon Stockholmban  a magyar csapat tagjaként szerepelt. Az első világháború idején a keleti fronton harcolt a Bruszilov-offenzívában fogságba ejtették. A habarovszki hadifogolytáborból megszökött ahonnan 11 ezer kilométert részben gyalog megtéve 1918 júliusában hazatért. Az őszirózsás forradalom idején megszervezte Egerben a polgárőrséget. 1919. május 3-án meggyilkolták